# Clifford’s Kreissätze

Clifford’s Kreisesatz für vier Kreise

In der Geometrie sind Cliffords Kreissätze, benannt nach dem englischen Geometer William Kingdon Clifford, eine unendliche Folge von aufeinander aufbauenden Sätzen, die sich auf Schnittpunkte von Kreisen beziehen.
Der erste Satz betrachtet vier beliebige Kreise (schwarz im Bild), die durch einen gemeinsamen Punkt M verlaufen (fett schwarz) und die sich paarweise in Punkten schneiden (bunt), von denen keine drei kollinear sind. Jeder Satz von drei dieser vier Kreise hat neben M noch drei weitere Kreuzungspunkte, durch die ein Kreis gezeichnet werden kann (bunt). Auf diese Weise entstehen vier neue Kreise, die alle durch einen Punkt P (schwarzer Kringel) verlaufen.
Der zweite Satz betrachtet fünf beliebige Kreise (schwarz im Bild), die durch einen Punkt M verlaufen (fett schwarz). Jede Teilmenge von vier Kreisen definiert einen neuen Punkt P gemäß dem ersten Satz (schwarze Kringel). Dann liegen diese fünf Punkte alle auf einem gemeinsamen Kreis C (rot).

Clifford’s Kreisesatz für fünf Kreise

Der dritte Satz betrachtet sechs beliebige Kreise (schwarz im Bild), die durch einen gemeinsamen Punkt M verlaufen (fett schwarz). Jede Teilmenge von fünf Kreisen definiert nach dem zweiten Satz einen neuen Kreis C (rot). Dann verlaufen diese sechs neuen Kreise alle durch einen gemeinsamen Punkt (blau).

Clifford’s Kreisesatz für sechs Kreise

Die Folge der Theoreme lässt sich beliebig fortsetzen.